# Nemec (priimek)
Nemec je priimek v Sloveniji in tujini. Po podatkih Statističnega urada Republike Slovenije je bil ta priimek na dan 31. decembra 2007 96. najbolj pogost priimek v Sloveniji, uporabljalo ga 1.359 oseb, na dan 1. januarja 2010 pa ga je uporabljalo 1.342 oseb in je bil po pogostosti uporabe na 99. mestu. Pojavlja se tudi na Češkem (Němec), Slovaškem ...  

## Znani slovenski nosilci priimka
- Alenka Nemec Svete, kemičarka
- Alenka Žužek Nemec, elektrotehničarka
- Aleš Nemec (1944—2010), strojnik, gospodarstvenik
- Andraž Nemec (*1977), hokejist na travi, državni reprezentant
- Anica Nemec, publicistka, direktorica
- Anton Nemec (1903—1988), ekonomist in finančni pravnik
- Bernarda Nemec, psihologinja, pedagoginja
- Boris Nemec (*1944), fizik, menedžer, politik/publicist, predsednik Foruma za Goriško
- Ciril Nemec (1899—1984), gospodarstvenik
- Dejan Nemec (*1977), nogometaš
- Elizabeta Pertot (r. Nemec) (1929—2021), kemičarka
- Franc Nemec (1879—?), kipar
- Franci Nemec (*1950), ilustrator
- Ivan Nemec (1907—1976), zadružnik in organizator, član OF
- Ivo Nemec (*1949), kemik, konservator in restavrator
- Janez Nemec (1785—1829), rimskokatoliški duhovnik in šolski nadzornik
- Janez (Ivan) Nemec (1912—2001), pravnik, univ. profesor, športnik
- Jože Nemec (*1943), matematik, prof.
- Jožef Nemec, vojaška osebnost
- Jožef Nemec (1900—1962), učitelj in javni delavec
- Katarina Nemec (*1980), pravnica, pevka
- Maja Nemec (r. Poljanec), igralka
- Marija Pečjak Nemec (*1950) pravnica
- Marjan Nemec, aktivist NOB
- Marko Nemec-Pečjak (*1944), projektni manager, publicist, pisatelj
- Matjaž Nemec (*1980), politik
- Miha Nemec (*1973), igralec in gledališki režiser
- Nada Pipan - Nemec (1928–2020), biologinja, citologinja, univ. prof. (MF)
- Nataša Nemec (*1950), zgodovinarka, muzealka
- Negovan Nemec (1947—1987), kipar
- Nelida Nemec (*1954), umetnostna zgodovinarka, likovna kritičarka in esejistka
- Nina Nemec (*1979), grafična oblikovalka
- Rafael Nemec (1914—1993), slikar, restavrator
- Rozina Nemec (1919—1963), aktivistka OF in amaterska slikarka
- Viljem Nemec (1925—2007), biolog, publicist, direktor
- Vilijem Nemec (?), profesor

## Znani tuji nosilci priimka
(češki obliki priimka: Němec / Němcová)
- Adam Nemec (*1985), slovaški nogometaš
- Antonín Němec (1858—1926), češki novinar in politik
- Bohumil Němec (1873—1966) češki botanik, mikolog, rektor Karlove univerze v Pragi
- Corin Nemec (*1971), ameriški igralec, scenarist in producent
- František Němec (*1943), češki igralec
- Jan Němec (1936—2016), češki filmski režiser
- Jiři Němec (*1966), češki nogometaš
- Krešimir Nemec (*1953), hrvaški literarni zgodovinar, slovenist, urednik, akademik
- Milan Nemec (*1959), (češko-)slovaški nogometaš
- Božena Němcová (1820—1862), češka pisateljica
- Petra Němcová, češka manekenka/fotomodel